# Kia cee’d (ED)
Kia cee’d (ED) — первое поколение Kia Ceed. Впервые было представлено 28 сентября 2006 года на Парижском автосалоне.
В Германии автомобиль продавался с 20 января 2007 года. В иерархии автомобиль занимал промежуток между Kia Rio и Kia Magentis.
12 октября 2007 года был произведён 100000-й Kia cee’d (ED), а 23 мая 2008 года — 200000-й.
В 2009 году автомобиль прошёл рестайлинг.
Двигатели устанавливались поперёк в передней части автомобиля, приводили в движение передние колёса и были снабжены системой контроля тяги. Двигатели имели четыре цилиндра и 16 клапанов. Корпус двигателя отлит из алюминия, что давало выигрыш примерно в 15 кг. Бензиновые и дизельные моторы соответствовали экологическому стандарту Евро-4. Температура двигателя держалась постоянной благодаря закрытой системе охлаждения.

## Галерея

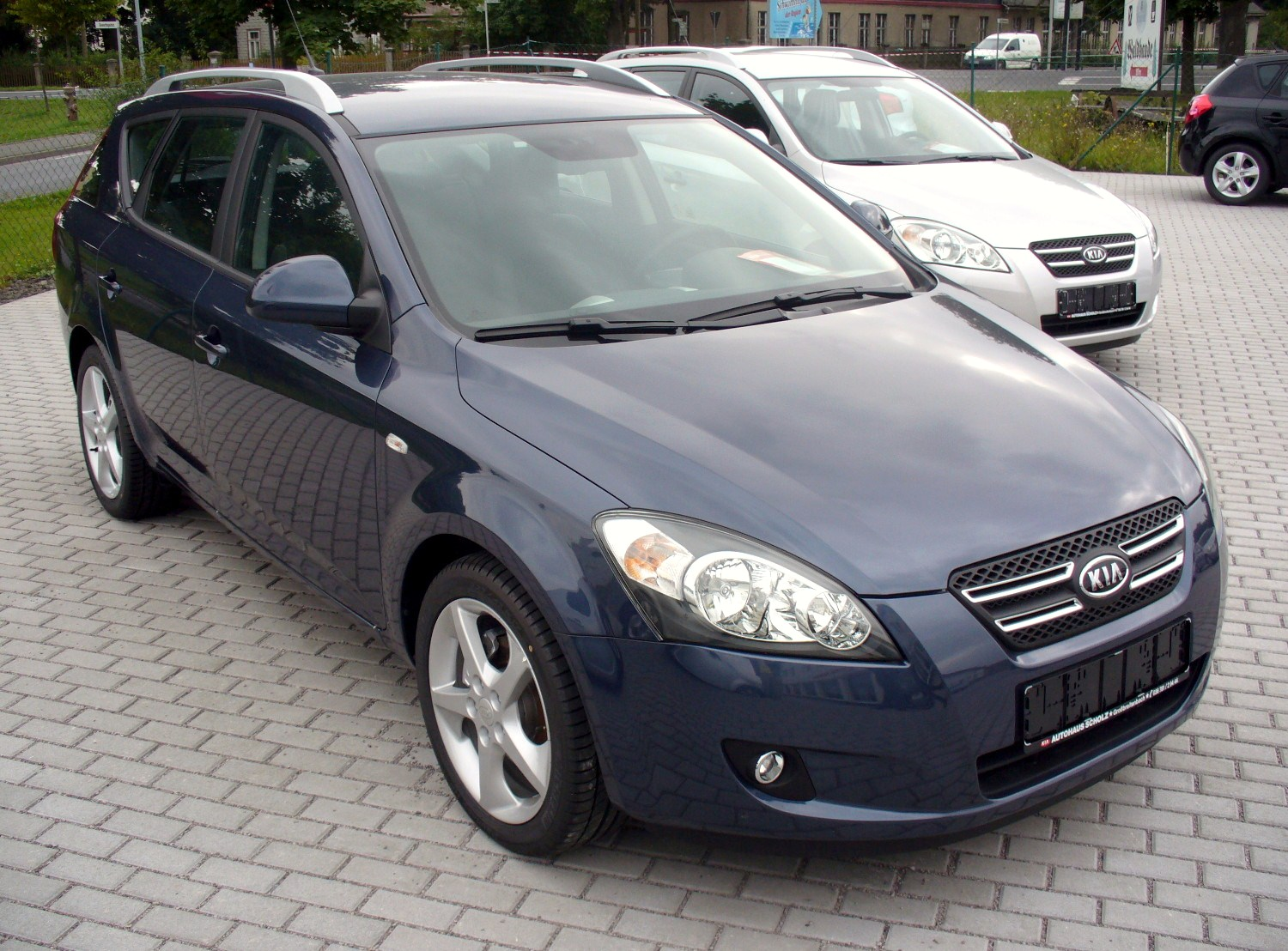
Kia cee’d_sw
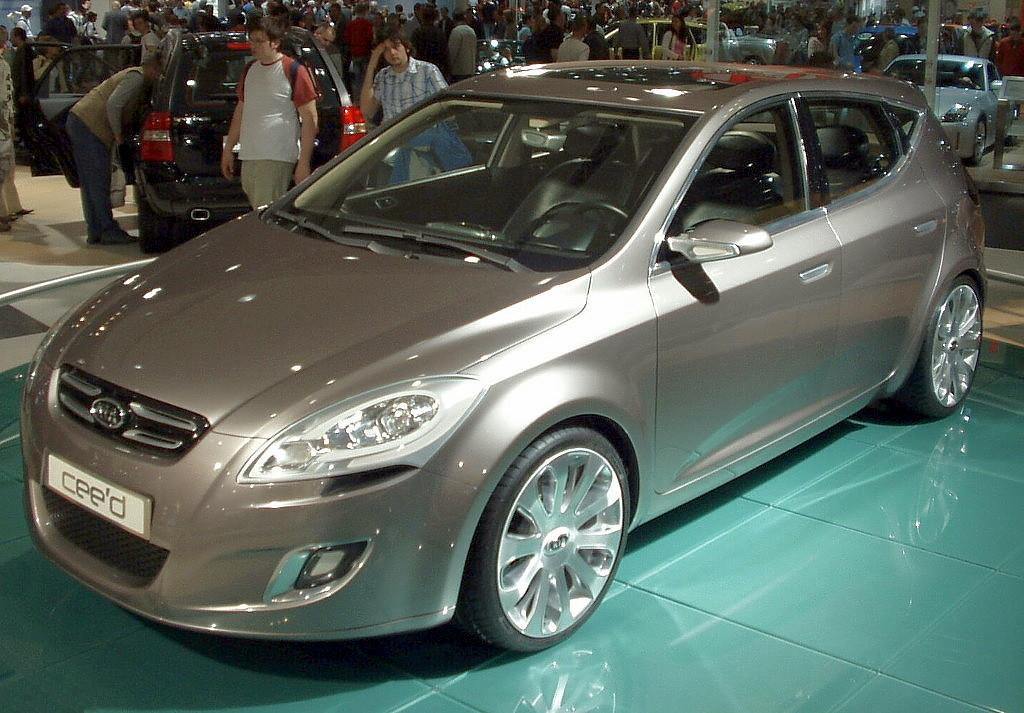
Концепт-кар
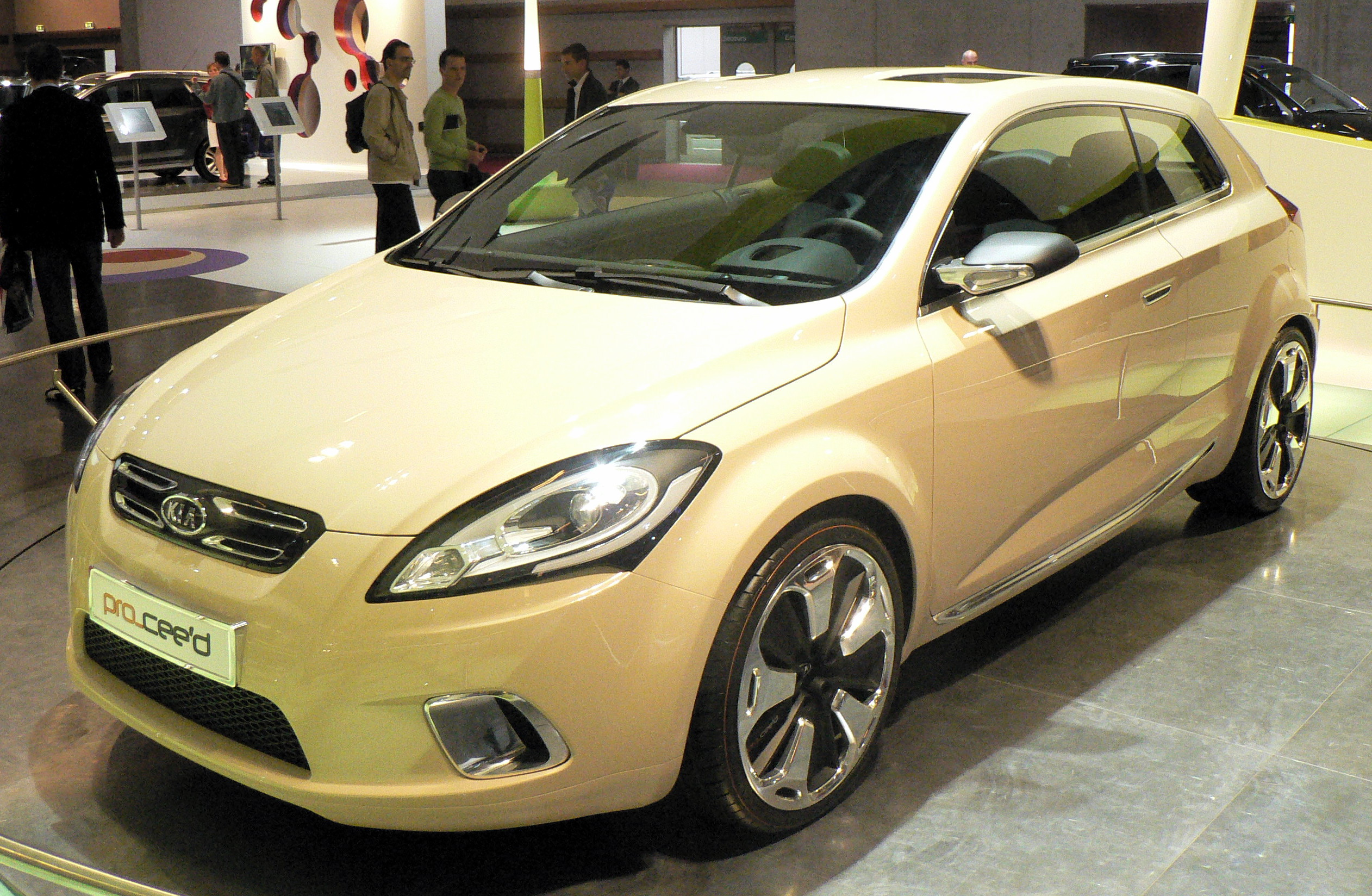
Kia pro_cee’d
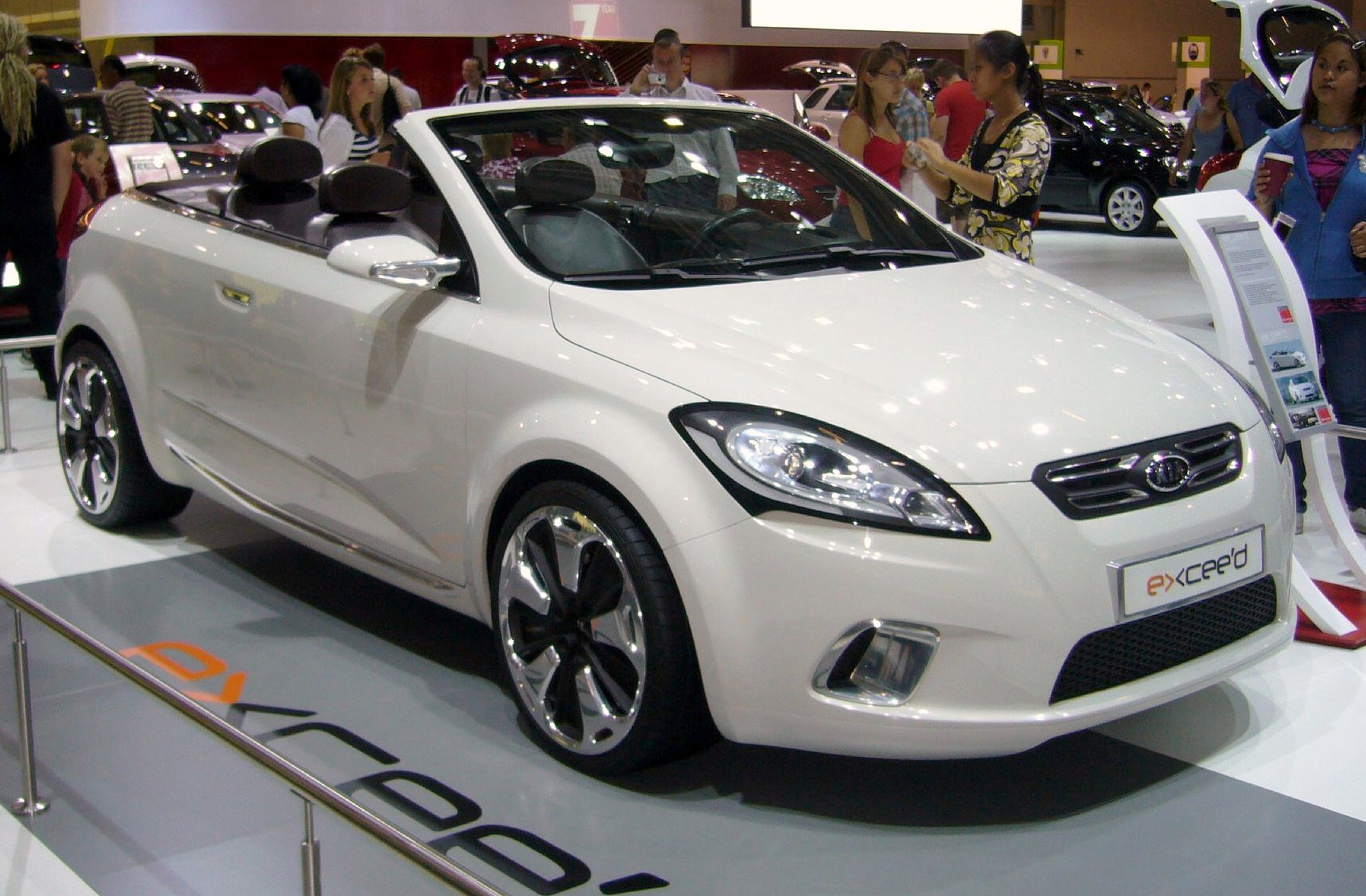
Кабриолет
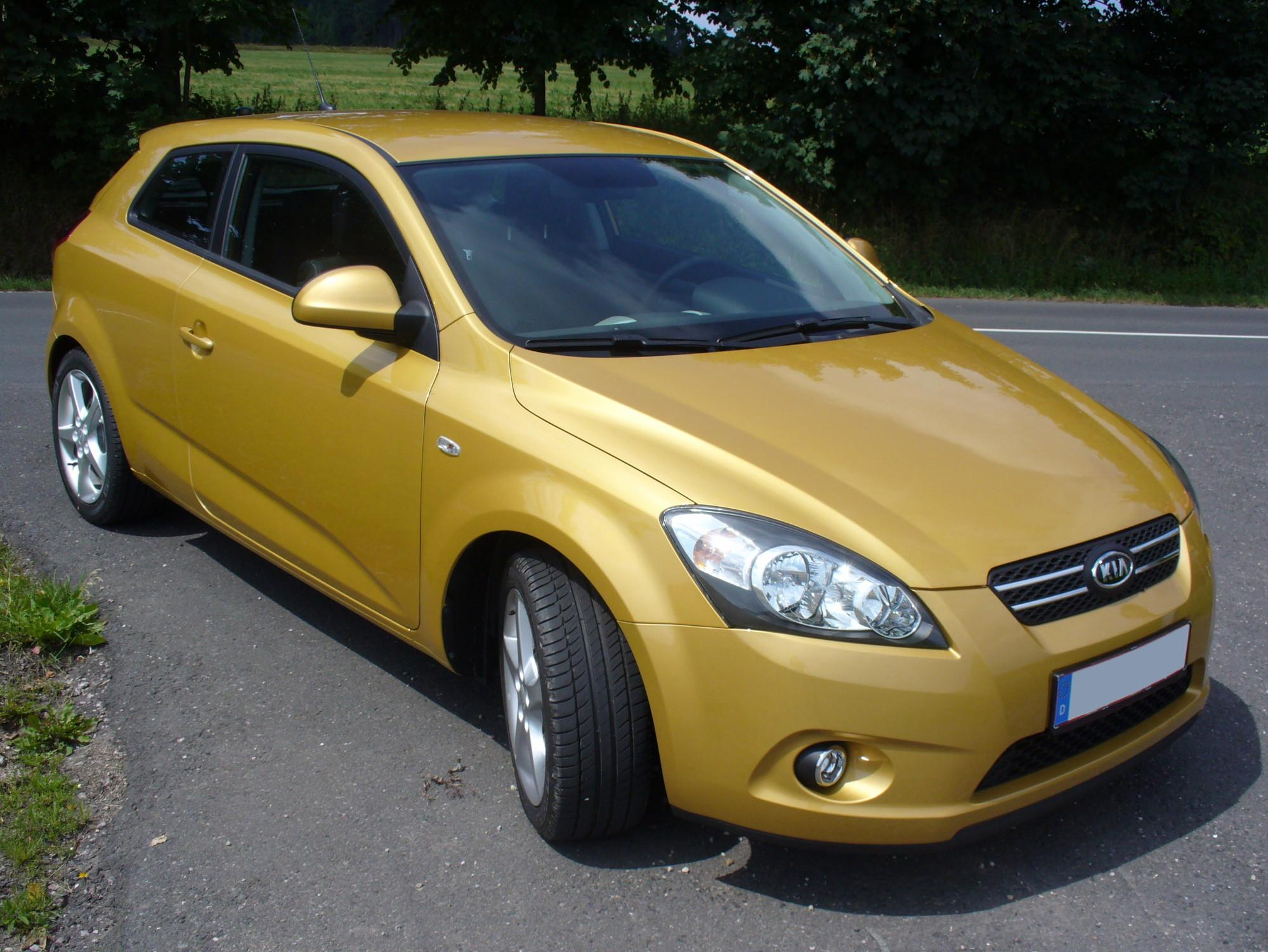
Kia pro_cee’d
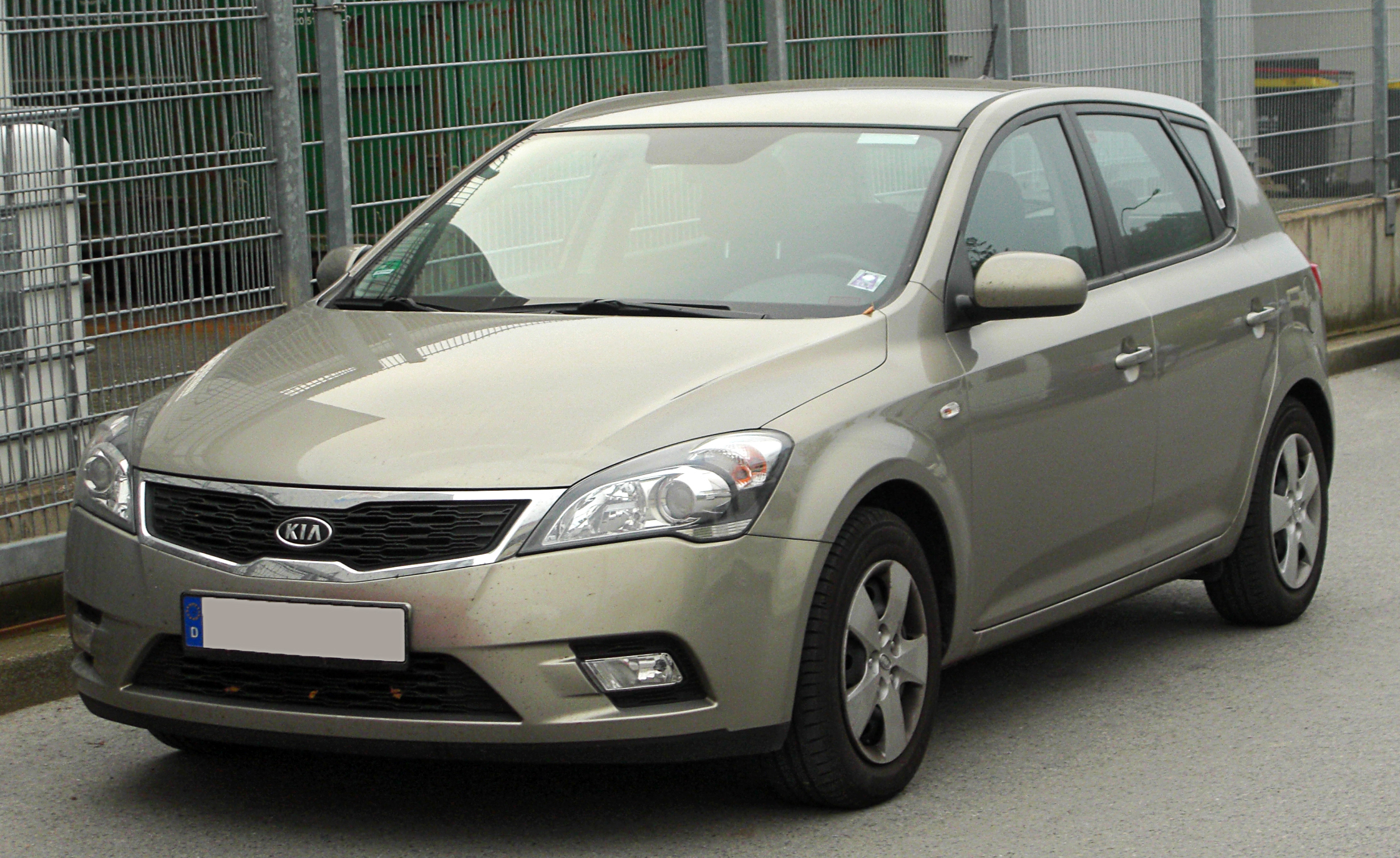
Kia cee’d